# Hans Derendinger
Hans Derendinger (* 29. November 1920 in Olten; † 13. November 1996 ebenda) war ein Schweizer Journalist und Politiker (FDP).

## Leben
Nach dem Gymnasium in Solothurn studierte er Rechtswissenschaft an der Universität Zürich, wo er 1945 promoviert wurde. Nach kurzer Tätigkeit als Notar und Rechtsanwalt wurde er Redaktor beim Oltner Tagblatt.
Von 1957 bis 1983 wirkte Derendinger als vollamtlicher Stadtammann von Olten. Er war zudem von 1961 bis 1977 Mitglied des Solothurner Kantonsrats.
Nebenbei veröffentlichte er ironische Gedichte zum gesellschaftlichen und politischen Alltag – zeitweise auch für den Nebelspalter –, Kurzgeschichten, Aphorismen und Sachbücher. Er erhielt dafür den Kulturpreis des Kantons Solothurn und wurde Ehrenbürger der Stadt Olten.

## Werke
- Die Straflosigkeit von Vor- oder Nachtat im Schweizerischen Strafrecht. Trimbach 1946 (= Diss. Univ. Zürich 1945)
- Eine zuckersüße Stadt. Heitere Gedichte. Lüthy, Solothurn 1957
- Entwurf zu einem Grusswort des Verkehrsvereins. Gedichte. Mit einem Vorwort von Peter André Bloch. Dietschi, Olten 1969
- E schieffi Meinig gheit sälten um. Politischi Buure-Regle und süsch so Sprüch. Roven, Olten 1976
- Helvetische Landschaft. Gedichte. Roven, Olten 1979
- Wanderstöcke. Roven, Olten 1982(mit Hans Küchler)
- Im Dunkeln schärft sich der Blick. Aphorismen. Roven Verlag, Olten/München 1985
- Oltner Skizzenbuch. Akademia, Olten 1985 (mit Hans Küchler)
- Die Kunst ist gross, die Stadt ist klein. 75 Jahre Kunstverein Olten 1914–1989. Dietschi, Olten 1989
- I wett de nüt gseit haa. Nöiji Sprüch. Roven, Olten 1989
- Wanderbuch des Kantons Solothurn. Kümmerli + Frey, Bern 1989
- Ich glaube an das ewige Gras. Habegger, Derendingen 1992
- Das Haar, das er in der Suppe fand. Aphorismen. Edition Delphin, Olten 2000, ISBN 3-9522057-7-X